# Lasioglossum tinguiricum
Lasioglossum tinguiricum is een vliesvleugelig insect uit de familie Halictidae. De wetenschappelijke naam van de soort is voor het eerst geldig gepubliceerd in 1886 door Holmberg.